# صبح بخیر (فیلم ۲۰۲۲)
صبح بخیر (انگلیسی: Good Morning؛‏ کره‌ای: 안녕하세요) یک فیلم محصول سال ۲۰۲۲ کره جنوبی به کارگردانی چا بونگ جو، به عنوان نخستین تجربه کارگردانی او و با بازی کیم هوان هی، یو سون و لی سون جه است. این فیلم در ۲۵ مه ۲۰۲۲ منتشر شد.

## بازیگران
- کیم هوان هی در نقش سو می[۳]
- یو سون در نقش سو جین[۳]
- لی سون جه در نقش این سو[۳]
- سونگ جه ریم در نقش باریستا یون[۴]
- پارک هیون سوک در نقش سون آه[۴]
- لی یون جی در نقش جین آه[۴]
- اوه دونگ مین در نقش اون سوک[۴]
- یون جو مان در نقش جونگ هان یون
- چا گون وو در نقش بک کی گی
- کیم شی اون در نقش هی سون[۵]

## تولید
تصویربرداری اصلی در ۱۱ آوریل ۲۰۲۱ آغاز شد.

## انتشار
این فیلم در ۲۵ مه ۲۰۲۲ در کره جنوبی اکران شد و ۲۲۹ بار به نمایش درآمد. این فیلم در ۲۷ مه در ویتنام منتشر شد. صبح بخیر همچنین به تایوان فروخته شد و در این کشور نیز منتشر شد.